# Позовите бабицу
Позовите бабицу (енг. Call the Midwife) је британска серија која се емитује на каналу BBC One од 2012. године. У серији се радња врти око бабица које раде у источном крају Лондона крајем 1950-их и почетком 1960-их. Серију је креирала Хајдии Томас, првобитно заснована на мемоарима Џенифер Ворт која је сарађивала са заједницом Светог Јована, англиканским верским редом, у њиховом самостану у источном делу Лондона. Верски ред је основан 1849. године а серија се проширила ван мемоара и обухватила је нову, историјски потковану грађу.  Серија је постигла веома високе оцене у својој првој сезони, што је чини најуспешнијом новом драмском серијом на BBC One од 2001. године. 

## Улоге
- Џесика Рејн као Џенифер Џени Ли
- Миранда Харт као надзорница Камила
- Џени Егатер као сестра Џулијен
- Лаура Мејн као сестра Бернадета
- Пам Ферис као сестра Евангелина
- Џуди Парфит као сестра Моника Џоан
- Хелен Џорџ као Беатрис Триски Френклин
- Брајони Хана као сестра Синтија Милер
- Стивен МекГен као доктор Патрик Тарнер
- Клиф Париси као Фредерик Бакл
- Емералд Фенел као Пејшенс, Петси Маунт
- Викторија Јитс као сестра Винифред
- Џек Ештон као Том Херевард
- Линда Басет као сестра Филис Крејн
- Шарлот Ричи као сестра Барбара Гилберт
- Кејт Лемб као сестра Дејзи Басби
- Џенифер Кирби као сестра Валери Дајер
- Анабел Апсион као Вајолет Бакл
- Бен Кејплен као Питер Ноакс, полицајац
- Лиони Елиот као сестра Лусил Андерсон
- Фенела Вулгар као сестра Хилда
- Ена Бруколери као сестра Францис
- Џорџи Глен као гђица Хигинс
- Миријам Марголис као Мајка Милдред

## Епизоде
| Сезона | Сезона | Епизоде | Епизоде | Оригинално емитовање              | Оригинално емитовање |
| Сезона | Сезона | Епизоде | Епизоде | Премијера                         | Финале               |
| ------ | ------ | ------- | ------- | --------------------------------- | -------------------- |
|        | 1.     | 6       | 6       | 15. јануар 2012.                  | 19. фебруар 2012.    |
|        | 2.     | 8 (+1)  | 8 (+1)  | 25 децембар 2012 20. јануар 2013. | 10. март 2013.       |
|        | 3.     | 8 (+1)  | 8 (+1)  | 25 децембар 2013 19. јануар 2014. | 9. март 2014.        |
|        | 4.     | 8 (+1)  | 8 (+1)  | 25 децембар 2014 18. јануар 2015. | 8. март 2015.        |
|        | 5.     | 8 (+1)  | 8 (+1)  | 25 децембар 2015 17. јануар 2016. | 6. март 2016.        |
|        | 6.     | 8 (+1)  | 8 (+1)  | 25 децембар 2016 22. јануар 2017. | 12. март 2017.       |
|        | 7.     | 8 (+1)  | 8 (+1)  | 25 децембар 2017 21. јануар 2018. | 11. март 2018.       |
|        | 8.     | 8 (+1)  | 8 (+1)  | 25 децембар 2018 13. јануар 2019. | 3. март 2019.        |

### Сезона 1
| Бр. еп. | Наслов    | Премијера         | Гледаност у Уједињено Краљевство (милиони) |
| --- | --------- | ----------------- | ------------------------------------------ |
| 1 | Епизода 1 | 15. јануар 2012.  | 9,83                                       |
| 1957. године, Џени Ли стиже на нови посао у Нонатус кућу, самостан неге у Лондону. Џени у самостану упознаје остале медицинске сестре. Након неких почетних потешкоћа са уклапањем, прва Џенина пацијенткиња будућа мајка је Кончита Варен, Шпањолка, која не разуме енглески језик и већ има велику породицу. Кончита трпи потрес мозга, што такође покреће превремени порођај, чинећи Џениин први порођај трауматичним и тешким. |           |                   |                                            |
| 2 | Епизода 2 | 22. јануар 2012.  | 10,47                                      |
| Нова бабица Камила стиже у самостан како би започела са радом. Она потиче из више класе и тежи да постане хришћанска мисионарка, али сматра да ће се сналазити у новом послу тешко, а сестра Евангелина јој је оштра критичарка. Док се бори да научи возити бицикл (који бабице користе за обављање обиласка мајки), наилази на локалног полицајца Питера. У међувремену, Џени се спријатељи са Мари, трудном тинејџерком из Ирске, која је била присиљена на проституцију по доласку у Лондон, али жели покушати побољшати живот себи и свом детету. Коначно, одражавајући морал ере, њена беба јој је након рођења одузета. |           |                   |                                            |
| 3 | Епизода 3 | 29. јануар 2012.  | 10,66                                      |
| Док се бави медицинским радом, Џени се спријатељује са Џоом, старијим бившим војником који сада живи сам у стану. Џени покушава оживети његов дух помажући му да присуствује предстојећем окупљању свог старог пука. У међувремену, Трикси и Синтија баве се случајем жене у четрдесетима која је узнемирена због тога што је релативно касно постала трудна, иако је њен супруг одушевљен. Касније се открива да је њена невоља зато што зна да ће дете бити тамнопуте коже и да је резултат кратке афере. Кад се дете роди, њен муж ипак прихвата бебу.                                                                      |           |                   |                                            |
| 4 | Епизода 4 | 5. фебруар 2012.  | 10,89                                      |
| Џени порађа Ширли Ремонд и добија девојчицу али убрзо након тога новорођенче нестаје из колица, што доводи до напете и широке потраге. Након претпоставке, Џени открива да је дете отела Мари, ирску девојку с којом се раније спријатељила, а која је била трауматизирана након што јој је одузето властито дете. На Џенин захтев, сестре из куће Нонатус траже од полиције да не процесуира одбеглу Мари са бебом. У међувремену, Синтија се бави случајем средовечног мушкарца и његове младе супруге који очекују своје прво дете, али пар је девастиран када је супругу задесила еклампсија.                              |           |                   |                                            |
| 5 | Епизода 5 | 12. фебруар 2012. | 10,42                                      |
| Сестре и бабице пружају помоћ својој чистачици Пеги, чији је брат дијагностициран рак. Док се брине за њега, Џени сазнаје о томе како су одрастали заједно у радној кући и како су развили инцестуозне односе који трају од тада. У међувремену, Фред је набавио свињу и планира да зарађује продајом сланине, али убрзо открива да је свиња трудна и више не може да је чува зарад хране. Укључује помоћ бабица, које морају сада помагати у рађању животиња. |           |                   |                                            |
| 6 | Епизода 6 | 19. фебруар 2012. | 11,41                                      |
| Сестра Моника Џоан, о чијем менталном здрављу се већ дуже време брине, оболи од упале плућа након што је ноћу лутала улицама у стању емоционалне невоље, а потом је ухапшена због крађе и изложена суђењу. У међувремену, Камилина мајка долази у посету како би рекла Камили да престане да се виђа са човеком из радничке класе. Очајна удовољавајући својој мајци, она одлучује да је једини пут прекид њене везе с полицајцем. Остале бабице убеђују је да се предомисли, а Епизода се завршава венчањем пара. |           |                   |                                            |

### Сезона 2
| Бр. еп. | Наслов           | Премијера          | Гледаност у Уједињено Краљевство (милиони) |
| --- | ---------------- | ------------------ | ------------------------------------------ |
| / | Божићни специјал | 25. децембар 2012. | 10,18                                      |
| Како је то први Божић медицинске сестре Ли у граду, она је задужена да се брине о сиромашној госпођи Јенкинс заједно са једном неколико сестара. Гђа Јенкинс меша Џени због своје ћерке Рози, коју је изгубила. Камила је заузета припремама за представу за јаслице која ће се извести за градоначелника града, а све су руке потребне за производњу све већег броја костима и реквизита потребних за представу. У међувремену, млада тинејџерка која помаже својој мајци са браћом такође је трудна али крије то а кад беба остане на улазним вратима манастира, мајка детета мора бити пронађена.                                      |                  |                    |                                            |
| 1 | Епизода 1        | 20. јануар 2013.   | 10,79                                      |
| Сада је 1958. и Џени је додељена нова пацијенткиња, Моли Бригнал, која има насилног мужа а Џени мора веома пажљиво да поступа са тим случајем. Трикси и сестра Евангелина су позване на страни теретни брод који је усидрен у Лондону и откривају да ће капетанова кћер ускоро добити дете након што ју је отац повео и дозволио разним члановима посаде да имају секс са њом као вид забаве после дугих периода проведених на мору. |                  |                    |                                            |
| 2 | Епизода 2        | 27. јануар 2013.   | 10,24                                      |
| Беба коју је породила Синтија умре у тајанственим околностима убрзо након тога. Полиција се укључује и остале труднице одбијају да дозволе да их породи Синтија чиме њу доводе до ивице слома. Камилајева одлука да се пријави за обављање мисионарског рада у Африци доводи је у питање својих приоритета. У међувремену, случајни сусрет враћа бившег дечка Џимија у Џениин живот, али она је изненађена када открива да он има трудну девојку. |                  |                    |                                            |
| 3 | Епизода 3        | 3. фебруар 2013.   | 10,85                                      |
| Џени је невољно пребачена у лондонску болницу и затекла се да ради на мушком хируршком одељењу под строгим хирургом са којим се нашла у сукобу. У недостатку Џени и Камила, нова бабица, стидљива и повучена Јане, попуњава местоу Нонатус кући. Особље се бави паром близнакиња које деле мужа; једна од њих је трудна, а друга одбија да дозволи лечење бабицама. Џени се још једном среће са Џимијем, који је хоспитализован и она помаже у спашаваљу његовог живота када хирург погрешно дијагностикује болест. |                  |                    |                                            |
| 4 | Епизода 4        | 10. фебруар 2013.  | 10,42                                      |
| Поново на старом радно месту, Џени помаже код рођења дечака који је рођен са спина бифидом. Његови родитељи се не могу помирити са стањем њиховог сина, што такође утиче на Џени. У међувремену, мизерна Јане подвргава се помало оклевајућој романси с велечасним Торнтоном, англиканским свештеником, који борави у кући Нонатус. |                  |                    |                                            |
| 5 | Епизода 5        | 17. фебруар 2013.  | 10,15                                      |
| Сестра Бернадета трпи кризу док се бори да се помири са својим растућим романтичним осећањима према др Тарнеру. У току су припреме за летњи вашар и Трикси хоће да волонтира за шоу беба, али када она обезбеди посету врхунске телевизијске звезде, испоставило се да он има тамнију страну када покуша је силује. Џени упознаје будућу мајку која већ има осморо деце и не верује да ће се успети изборити са још једним. Након што је Џени покушала да је убеди да роди али неуспешно, она је подвргнута илегалном абортусу, због чега се бори за свој живот.                                                                          |                  |                    |                                            |
| 6 | Епизода 6        | 24. фебруар 2013.  | 10,26                                      |
| Бојећи се епидемије туберкулозе, др Тарнер организује масовни рендгенски програм који ће доћи у град. Кад сестри Бернадети подвргну рендген груди како би охрабрила невољну девојчицу да и она то уради, девастирана је када открива да има болест. Џени наилази на умирућег власника паба који је скоро целу породицу изгубио због туберкулозе и мора га покушати помирити са својим јединим преживелим дететом. |                  |                    |                                            |
| 7 | Епизода 7        | 3. март 2013.      | 10,68                                      |
| Камила и Питер враћају се у град откривајући изненађење што је трудна. Сестре Евангелина и Фред испробавају нови скутер. Џени има проблема са јамајчанским имигрантом који се бори са расним злостављањем својих комшија, док Синтија има посла с власником паба који малтретира своју жену. Сестра Бернадета доноси одлуку о својим осећањима према др Тарнер. |                  |                    |                                            |
| 8 | Епизода 8        | 10. март 2013.     | 10,38                                      |
| Док се Камила и Петер припремају да постану родитељи, Фред посећује кћерку Доли, која такође има дете на путу. Здравствена криза сестре Бернадете је прошла и она ће ускоро моћи напустити санаторијум, али сада мора одлучити да ли ће се вратити у кућу Нонатус или напустити ред. Џими се поново појављује, у пратњи свог згодног колеге Алека. Алек се чини одушевљен Џени, а у џез клубу види се како романса цвета. Камила се породила и родила је сина којег је именовала Фред. Сестра Бернадета подноси оставку као монахиња, а она и др Тарнер се вере. Али за бабице постоје лоше вести, јер је Нонатус кућа спремна за рушење. |                  |                    |                                            |

### Сезона 3
| Бр. еп. | Наслов           | Премијера          | Гледаност у Уједињено Краљевство (милиони) |
| --- | ---------------- | ------------------ | ------------------------------------------ |
| / | Божићни специјал | 25. децембар 2013. | 9,16                                       |
| Бернадета има дилему због своје одлуке да напусти самостан и уда се за др. Тарнера, а кад његовом сину Тимотију дијагностицира полиомијелитис, венчање се отказује. Трикси покушава помоћи пацијенту који је трауматизиран борбом у Корејском рату. У близини манастира откривена је неексплодирана немачка бомба, која присиљава локалне становнике да напусте своје домове. Коначно се одржава венчање Бернадете и Тарнера а штета настала услед контролисане детонације бомбе убрзава рушење куће Нонатус. |                  |                    |                                            |
| 1 | Епизода 1        | 19. јануар 2014.   | 11,35                                      |
| Сада је 1959. године, а сестре и бабице преселиле су се у нову кућу Нонатус којој се придружује сестра Винифред, док се Камила бори да се прилагоди животу домаћице. Клинике су такође на новој локацији и показује да је тешко подићи свест људи о клиници све док Камила не успе да се договори за принцезу Маргарет у званичној посети. Џени и др Тарнер тешко утврђују зашто двоје деце једне мајке су редовно болесна, али стара књига која припада сестри Моники Џоан неочекивано даје траг који води дијагнози тада мало познатог стања цистичне фиброзе. Након што је хитно донела на свет бебу у хитној помоћи, од Камилаја се тражи да се врати у кућу Нонатус да ради као бабица са скраћеним радним временом. |                  |                    |                                            |
| 2 | Епизода 2        | 26. јануар 2014.   | 11,83                                      |
| Џени је унапређена у болничку сестру пре искусније Трикси, што изазива напетост између њих. Након похађања предавања истакнутог лекара, Синтија покушава да уведе модерније приступе опуштању и ублажавању болова током порођаја, али наилази на отпор сестре Евангелине. На крају, међутим, њене методе су оправдане када помажу младој мајци да се избори са тешким порођајем. Џени има посла с Дорис, мајком с агресивним мужем чија ће породица открити њену неверу. Планира да напусти бебу, али Џени је наговорила да следи одговарајуће поступке за усвајање детета. Упркос свим њиховим напорима, Дорисин супруг открива њену тајну, форсирајући још брже и мучније раздвајање мајке и детета. |                  |                    |                                            |
| 3 | Епизода 3        | 2. фебруар 2014.   | 10,55                                      |
| Када је редовни бабички тим у затвору оболео од грипа, сестре Џулијен и Трикси су позване да помажу. Сестра Џулијен постаје везана за Стелу Крангл, трудну затвореницу која се жели побољшати и плаши се да ће затворске власти, након што роди, уклонити дете од ње. Сестре Џулијен и Трикси сусрећу се са свештеником Томом Херевардом док су у затвору. Бернадета и Тарнер чезну за оснивањем породице и девастирани су кад утврди да, као резултат раније ране туберкулозе, није у стању да има децу. Фред обезбеђује позоришне карте као посластицу за Камилин рођендан, али биће непријатно када се испостави да су фалсификовани. |                  |                    |                                            |
| 4 | Епизода 4        | 9. фебруар 2014.   | 10,23                                      |
| Када је Џенин дечко Алек позове да проведе викенд с њим у Брајтону, она сумња у његове мотиве. Убрзо након тога, умешан је у несрећу на послу и, премда се у почетку чини да се опоравља, скреће нагоре и умире, остављајући Џени уплакану. Сестра Винифред помаже старијој Јеврејки која већ дванаест година није напустила свој стан. Бернадета покушава пронаћи нову сврху у животу оживљавањем збора градског друштва. Џени узима одмор како би се психички опоравила. |                  |                    |                                            |
| 5 | Епизода 5        | 16. фебруар 2014.  | 10,15                                      |
| Кад је Џени одсутна и сестра Џулијен болесна, Бернадета преузима управу куће Нонатус и ангажује услуге нову бабицу Патси Маунт. Запослени планирају јубиларну забаву поводом обележавања годишњице када је сестра Евангелина положила своје последње завете, али она се противи прослави. Покушај да контактира њену породицу доводи до нежељеног сусрета са њеним братом, алкохоличарком. У међувремену, Сали, жена са Дауновим синдромом, која живи у стамбеној кући, затруднела је. Њена породица је љута и верује да ју је неко од запослених морао злостављати, али испоставило се да је успоставила везу са Јаковом, другим становником куће. Особље одбија да прихвати да је веза искрена и да је пошто је беба мртворођена, Јаков пресељен у други дом у Шкотској. (Џесика Рејн задржала је главну накнаду за ову епизоду, иако је у њеној улози само накратко.) |                  |                    |                                            |
| 6 | Епизода 6        | 23. фебруар 2014.  | 10,49                                      |
| Трикси је одушевљена кад згодни свештеник Том Херевард позове њу на утакмицу крикета, али мање је импресионирана када је открила да води групу извиђача из на мору у старом аутобусу који се поквари на путу. Патси препознаје мистериозну болест пацијента као наслеђе тропске болести заражене у кампу ратних заробљеника на Далеком истоку и открива да је одрасла у Сингапуру и да је била сама у логору за интернације током Другог светског рата. Трикси помаже младом пару ирских избеглица из Белфаста који су невенчани и очекују своје прво дете. Бернадета и др. Тарнер одлучују се посветити детету. |                  |                    |                                            |
| 7 | Епизода 7        | 2. март 2014.      | 10,65                                      |
| Џени се враћа на посао, али је премештена у лондонску болницу, где је открила да је њен приступ нези пацијената отежан строгим прописима. Камила је изненађена када открива да су се њени родитељи растали и позива мајку да остане, упркос презреној презиру њене мајке према начину живота њене ћерке. Касније је Камила ужаснута када је сазнала да њена мајка болује од терминалног карцинома. Сестре Џулијен и Синтија помажу младој мајци која након порођаја показује све ирационалније понашање, умало скочивши с моста са дететом. На крају јој је дијагностикована психоза и послата је у менталну установу на лечење. План Бернадете и др Тарнера да усвоје дете је угрожен када позадинске провере открију да је он провео време у војној менталној установи после служења у Другом светском рату.                                                           |                  |                    |                                            |
| 8 | Епизода 8        | 9. март 2014.      | 10,09                                      |
| Бернадета и др Тарнер одобрени су за усвајање и постали су родитељи девојчице. Камилине колегинице и колеге окупљају се како се стање њене мајке погоршава, а она на крају мирно умире у кревету у ћеркиној кући. Искуство посебно утиче на Џени, која одлучује да се њено звање сада брине брига за неизлечиво болесне, па одустаје од куће Нонатус, оставивши их да започне нову каријеру медицинске сестре у фондацији Марије Кири. |                  |                    |                                            |

### Сезона 4
| Бр. еп. | Наслов           | Премијера          | Гледаност у Уједињено Краљевство (милиони) |
| --- | ---------------- | ------------------ | ------------------------------------------ |
| / | Божићни специјал | 25. децембар 2014. | 9,41                                       |
| Када су изложени оштрим условима у дому за неудате будуће мајке, Камила и Патси су обавезне да преузму вођење куће, а касније помогну младој мајци да одлучи да није спремна да преда бебу на усвајање као што је имала мисао раније. Синтија се бори с позивом да постане часна сестра, али сусрет са бившим затвореником из менталне болнице помаже јој да се одлучи и она оставља каријеру бабице да постане постулат. |                  |                    |                                            |
| 1 | Епизода 1        | 18. јануар 2015.   | 10,15                                      |
| 1960. године нова сестра Барбара Гилберт стиже да преузме дужности у кући Нонатус, али бори се да направи добар први утисак, посебно када касноноћно пиће са Трикси и Патси остави мамурлук. Трикси помаже породици четворо деце коју мајка редовно оставља сама у неусловима, што враћа лоше сећања из њеног сопственог детињства. Импресиониран квалитетима које показује у суочавању са ситуацијом, њен дечко Том тражи да се уда за њега. Сестра Евангелина коначно тражи помоћ за болове који су је мучили већ неко време. Камила привремено напушта Нонатус. |                  |                    |                                            |
| 2 | Епизода 2        | 25. јануар 2015.   | 10,49                                      |
| Друга нова медицинска сестра, Филис Крејн, придружује се особљу у Нонатусу и љути особље, посебно сестру Евангелину, својим службеним начином рада. Сестра Џулијен је одушевљена кад богати добротвор одлучи оставити самостан манастиру, али се мучи када му открије да је то мушкарац, Чарлс Њугарден са којим је имала романтичну везу 30 година раније. Барбара и Патси су обе девастиране када роде мртворођено дете млађој тринидаданској мајци, али сви су одушевљени када се њен труд настави и роди здравог близанца. Триксијина опсесија да организује екстравагантну вереничку забаву прети раскидом између ње и Тома.                                                                                                |                  |                    |                                            |
| 3 | Епизода 3        | 1. фебруар 2015.   | 11,07                                      |
| Заједница је огорчена, а мишљења су подељена у Нонатусу, када је будући отац оптужен за велику непристојност након што је ухваћен у вршењу хомосексуалних дела (у то време илегално у Великој Британији). Наређено му је да се подвргне хормонском лечењу, а комшије презиру и избегавају пар. Филис истражује када схвати да је сиромашна ирска имигранткиња лагала о томе где живи. Др Тарнер и Бернадета су у могућности да пронађу извор избијања дизентерије до службе за доставу хране. |                  |                    |                                            |
| 4 | Епизода 4        | 8. фебруар 2015.   | 10,38                                      |
| Након сусрета са младом проститутком која је и трудна и заражена сифилисом, сестра Винифред покушава да шири поруку сигурног секса међу проституткама у окружењу. Барбара се бави мушкарцем који је толико очајан да има сина како би наследио породични посао и не прихвата то да му је жена родила ћерку. Сестра Моника Џоан проналази нови смисао кад је неочекивано приморана да помогне Бернадети при рођењу. Након што је сазнала да ће Том бити додељен нижем разреду, врло далеке жупе у Њукаслу, Трикси раскида са њим, препуштајући се конзумирању велике количине алкохолног пића како би се изборила са тим, присиљавајући исцрпљену Барбару да ради као бабица у трећем порођају тог дана.                          |                  |                    |                                            |
| 5 | Епизода 5        | 15. фебруар 2015.  | 10,73                                      |
| Када беба у мистериозним околностима претрпи два прелома, сумња пада на његове родитеље, који су хришћански научници и који се колебају против било каквог лечења. Др Тарнер организује бригу о детету, али касније схвата да беба у ствари има имперфект остеогенезе, ретку болест костију. Кривица лекара због непотребне патње коју је задао родитељима, у комбинацији са прекомерним радом, доводи га до болести. Бернадета покушава преузети операцију, али је не схватају озбиљно док не обуче униформу медицинске сестре. Барбара се труди да помогне жени Силети којој је трудноћа компликована због чињенице да не зна енглески језик и да има дифтерију. Синтија, сада сестра Марија Синтија, враћа се у кућу Нонатус. |                  |                    |                                            |
| 6 | Епизода 6        | 22. фебруар 2015.  | 10,10                                      |
| Сестра Марија Синтија спријатељи се са групом ирских путника који су камповали на бомбашком месту, али ствари постају компликоване када једна од жена крене у рад управо кад полиција стигне да исели путнике са места. Када непозната, дијабетична тинејџерка установи да је трудна, саветују јој прекид трудноће због потенцијалних компликација које њен дијабетес може проузроковати. Уместо да изгуби бебу, она иде у бег са својим дечком, али без залиха инсулина постаје опасно болесна и њен дечко мора брзо да делује како би јој спасио живот. |                  |                    |                                            |
| 7 | Епизода 7        | 1. март 2015.      | 10,13                                      |
| Двоје бивших школских пријатеља родили су се у породилишту истог дана, али у збрци евакуације пожаром сестра Евангелина случајно замењује бебе. Када се открије грешка, две групе родитеља имају различите погледе на који начин треба решити ситуацију. Старији брачни пар који није раздвојен још од рата мора се суочити са раздвајањем кад се дијагностикује рак једном од њих. Фред проси Вајолет, док Патси мора сакрити однос са медицинском сестром Делијом. |                  |                    |                                            |
| 8 | Епизода 8        | 8. март 2015.      | 10,22                                      |
| Камила се враћа у Нонатус. Трикси помаже глувој пацијенткињи која се брине да њено дете може наследити њено стање. Пацијенту чија се тешка болест у почетку одбацује као пуки нерв, дијагностиковано је озбиљно стање Hyperemesis gravidarum, али лечи се револуционарним леком талидомидом. Фрединој кћерки Марлен смета због тога што његова веза с Вајолет пропада, али уз помоћ Камиле, пар се поновно уједињује и венчају се. Патси је сломљена када Дејзи остане без памћења након саобраћајне несреће и се сећа је се. Трикси признаје да је алкохоличарка и да се придружује подршци алкохоличарима уз помоћ сестре Синтије.                                                                                             |                  |                    |                                            |

### Сезона 5
| Бр. еп. | Наслов           | Премијера          | Гледаност у Уједињено Краљевство (милиони) |
| --- | ---------------- | ------------------ | ------------------------------------------ |
| / | Божићни специјал | 25. децембар 2015. | 9,30                                       |
| БиБиСи планира да сними нешто о граду укључујући хор који води Бернадета, али њени планови за догађај падају у воду када је дечји хор који је организовала стављен у карантин због епидемије богиња. Након свађе, сестра Моника Џоан нестаје, а када се нађе тело у реци, монахиње се плаше најгорег. То се, међутим, показује као лажна узбуна, а старије часне сестре на крају су је нашле у напуштеној сеоској кући која је била њен дом из детињства. Делимично опорављена Дејзи поново улази у Патсијин живот. |                  |                    |                                            |
| 1 | Епизода 1        | 17. јануар 2016.   | 9,88                                       |
| Сада је 1961. Када се роди беба с великим деформацијама, бабицама је тешко да се носе са ситуацијом, а бебин отац потпуно је одбацује, на забринутост своје супруге. Триксин нов хоби као инструктор фитнеса доводи је у сукоб са сестром Џулијен, а постаје сумњичава према вези између Барбаре и Тома. Уместо да се врати у Велс како њена мајка жели, Дејзи је позвана да се пресели у кућу Нонатус. |                  |                    |                                            |
| 2 | Епизода 2        | 24. јануар 2016.   | 9,77                                       |
| Гласно противљење сестре Евангелине мајкама које користе млеко из флашице узрокује да млада жена која није у могућности да доји сумња у своје способности мајке и доводи бебу у опасност због дехидрације. Након инцидента, сестра Евангелина тражи да привремено напусти кућу Ноннатус како би провела време сама. Барбара је ухваћена у коштац између будуће мајке и њеног супруга, за кога се оптужује да уопште не ради. Када се открије да је заправо смртно болестан, његова супруга моли да се индукује њена беба пре него што њен муж умре. Филис развија осећања према мушкарцу кога је упознала на вечерњим часовима, вози га на излет али је шокирана када је открила да је од ње сакрио да има супругу са деменцијом. |                  |                    |                                            |
| 3 | Епизода 3        | 31. јануар 2016.   | 9,50                                       |
| Новој мајци дијагностициран је тифус, који изазива непријатне успомене на Патси, чија су мајка и сестра умрли од болести у ратном логору. На крају, открива се да је бака младе жене носилац болести, ситуација коју она тешко прихвата. Млада учитељица, трудна са ожењени, човеком, губи дом и посао, а гоњена је очајем да покуша да абортира сопствену бебу, у то време је то био злочин. Барбара се премишља хоће ли рећи Трикси да ју је Том позвао на вечеру. |                  |                    |                                            |
| 4 | Епизода 4        | 7. фебруар 2016.   | 10,05                                      |
| Младић је пресретан што ће добити место на универзитету, али његови планови су компликовани када његова девојка открије да је трудна, те мора одлучити шта је права ствар. Сестра Џулијен је пребачена у болницу и сведочи о још једној беби која је рођена са врло тешким урођеним оштећењима. Када беба умре пре него што ју је мајка чак видела, сестра Јулиена мора одлучити да ли јој вера дозвољава да сакрије истину о рођењу од мајке. У међувремену, др Тарнер и Бернадета почињу тражити узрок урођених мана. Трикси и Том коначно се помирују са својом одлуком раскида веридбе, а она даје свој благослов његовој вези са Барбаром.                                                                                   |                  |                    |                                            |
| 5 | Епизода 5        | 14. фебруар 2016.  | 9,62                                       |
| Када се Филисов аутомобил поквари на путу до порођаја, Дејзи мора телефоном разговарати с мајком преко порођаја. Након тога мајка почиње исказивати несносно понашање и коначно спуста слушалицу. Филис сазнаје за прошлост младе жене као проститутка и, након што је прати, покушава је уверити да заиста заслужује свој нови живот. Након што је прочитао о размишљањима научника које повезују цигарете са раком, Тарнер прибегава шок тактикама да заустави навику пушења својих родитеља. Када је Вајолет неспособна, Фред преузима вођење њене радње, са катастрофалним резултатима. |                  |                    |                                            |
| 6 | Епизода 6        | 21. фебруар 2016.  | 9,66                                       |
| Тора, средовечна жена, претвара се да је трудна како би прикрила чињеницу да њена невенчана кћерка очекује дете. Тарнери одлазе на одмор, захтевајући именовање лекара који ће да их мења. Када нов лекар Тори по телефону пружи лоше савете, она несвесно доводи у живот живот своје ћерке. Трикси мора да искористи сву своју вештину да спаси ситуацију, а Тора се помири са последицама прикривања тајни. Бројни насилни напади на жене у граду, а сестра Марија Синтија постаје последња жртва. Испрва трауматизирана, коначно проналази снагу да води полицију до нападача. |                  |                    |                                            |
| 7 | Епизода 7        | 28. фебруар 2016.  | 10,20                                      |
| Патси помаже Дејзи и њеној породици која избегава многе замке модерног друштва. Када Дејзи одбије прилику да ради у породилишту након што је оптужила Патси да се меша, Патси мора да породи жену у јеку јаке олује. Појава изласка контрацепцијске пилуле изазива дилему за сестру Џулијен, која брине о моралним последицама. Младић који је био приморан да се ожени својом девојком када је затруднела и удаљен је од ње, постаје муж и отац, када је његова супруга погођена потенцијално фаталним стањем. Сестра Евангелина враћа се у самостан, али открива да је у ствари доживела мождани удар. |                  |                    |                                            |
| 8 | Епизода 8        | 6. март 2016.      | 10,89                                      |
| Тарнери добијају вест да је лек талидомид, који је лекар редовно прописао женама које пате од јутарње мучнине, повучен након што је повезан са порођајним деформитетима ове врсте који су примећени последњих месеци у граду. Мора се суочити са сопственом кривицом док он и Бернадета, уз помоћ Филис и Патси имају напор да повежу лек са оболелим пацијентима. Младић, који се недавно вратио у град, жури да се венча за аустралијску вереницу пре доласка њихове бебе, која се родила по пријему пара. Након кратког повратка на посао и борбе са здрављем, сестра Евангелина доживела је други мождани удар и умире, остављајући заједницу Нонатус опустошену, а људи из источног Лондона се постројавају да одају почаст. |                  |                    |                                            |

### Сезона 6
| Бр. еп. | Наслов           | Премијера          | Гледаност у Уједињено Краљевство (милиони) |
| --- | ---------------- | ------------------ | ------------------------------------------ |
| / | Божићни специјал | 25. децембар 2016. | 9,21                                       |
| Већина особља куће Нонатус путује у сићушну болницу за сеоске мисије у Јужној Африци, којој прети затварање. Тамо држе добро посећену клинику за оралну вакцинацију против полиомије. Откривају да је здравље пацијената озбиљно угрожено несталим и прљавим водоснабдевањем, и морају да покушају да убеде локалног власника земље како би омогућио да се кроз његову фарму пробије нови цевовод. Такође морају донети на свет бебу у грмљу када се њихов једини камион поквари, и носити се са растресеном женом с лажном трудноћом и болесницом са полиомијом која је целог дана била на братовљевим леђима. Када се једини лекар у болници хоспитализује због болести опасних по живот, на Трикси ће спасти бебу царским резом. Том проси Барбару и пар се вери. |                  |                    |                                            |
| 1 | Епизода 1        | 22. јануар 2017.   | 10,40                                      |
| Сада је 1962. Вративши се из Јужне Африке (изузев Трикси, који треба да остане на клиници два месеца), особље изненађује када открива да је сестра Урсула била задужена за Нонатус, а сестра Џулијен одбачена је и обавља мање задатке. Филис помаже мајци која очајнички жели побећи од свог насилног мужа. Изражавају се забринутости због менталног здравља сестре Марије Синтије и она се шаље у матичну кућу. Бернадета сазнаје да очекује дете, док Патси добија писмо из Хонг Конга у којем је обавештава да је њен отац смртно болестан. |                  |                    |                                            |
| 2 | Епизода 2        | 29. јануар 2017.   | 9,89                                       |
| Строга правила сестре Урсуле у кући Нонатус се настављају, а она долази у сукоб и са Патси и са сестром Винифред, кад диктира да особље не треба емоционално да се баве пацијентима. Бернадета је ухваћен након експлозије у једном складишту, заједно с бившом сестром из војске Валери а након тога води кампању за бољу опрему за раднике, уз помоћ младог оца који је повређен у експлозији и страхује да је заслепљен пре него што је уопште успео да види своје дете. Филис почиње схватати опсег Патсијине везе са Дејзи. Патси помаже будућој мајци која се због ахондроплазије суочава са изгледом тешког порода, а тај случај јој даје до знања да се мора склонити свом умирућем оцу, што ју је натерало да оде у Хонг Конг. |                  |                    |                                            |
| 3 | Епизода 3        | 5. фебруар 2017.   | 9,38                                       |
| Предложене владине реформе начина пружања породичне заштите значе да се др Тарнер и Бернадета морају припремити за инспекцију породилишта и суочити се са изгледом затварања. Током прегледа, Бернадета је хитно пребачена у болницу због компликација у сопственој трудноћи. Последњи акт сестре Урсуле у кући Нонатус каже да бабице морају да троше највише 20 минута на сваки састанак. Под притиском због временског ограничења, Барбара не примећује да беба пати од тровања угљен-моноксидом због неисправног бојлера, а беба је хитно пребачена у болницу. Осрамоћена инцидентом и последицама њених покушаја реформи, сестра Урсула враћа се у матичну кућу, враћајући сестру Џулијен на чело куће Нонатус. Трикси се враћа из Јужне Африке, али, боравећи у мајчиној кући током путовања кући, изражава забринутост што сестра Марија Синтија није била тамо. |                  |                    |                                            |
| 4 | Епизода 4        | 12. фебруар 2017.  | 9,19                                       |
| Будућа мајка која се бори са дугом откако ју је муж напустио одлучује да је решење проблема да да бебу рођаку без деце. Међутим, када дете дође, установи се да се не може раздвојити. Инцидент има посебан утицај на Тома, који открива да је и сам усвојен. Бернадета и др. Тарнер суочавају се с нестрпљењем чекајући вести о стању њихове бебе, али кад чују откуцаје дететовог срца, ослобађају се сазнајући да је још увек жива. Сестра Џулијен осигурава средства за регрутовање нове бабице, али потрага се показала бесплодном док се не сети бивше сестре из војске, Валери, која радо прихвата посао. |                  |                    |                                            |
| 5 | Епизода 5        | 19. фебруар 2017.  | 10,63                                      |
| Фредов рођак Ајви умире, оставивши иза себе сина Реџија, 21-годишњака са Дауновим синдромом. Фред и Вајолет га усвајају, али схватајући да би њихов живот са њима унедоглед био непрактичан, морају одлучити да ли би била најбоља опција да га сместе у менталну установу. Током посете болници Фред и сестра Моника Џоан шокирани су што су тамо нашли сестру Марију Синтију. Тада проналазе много пријатнији објекат који нуди баштенску терапију и тамо остављају Реџија. Инспирисан трудном мајком са врло лошом зубном хигијеном, др Тарнер води програм за побољшање зуба становника општине, током којег се Трикси упознаје са згодним стоматологом Кристофером. |                  |                    |                                            |
| 6 | Епизода 6        | 26. фебруар 2017.  | 10,22                                      |
| Сестра Марија Синтија ослобођена је из душевне установе и враћа се у Нонатус. Међутим, проблеми с менталним здрављем и даље постоје и она је на крају упућена у болницу Нортфилд у близини Бирмингема. Валери се бави случајем жене која је као дете била изложена осакаћивању женских гениталија, што је довело до компликованог порођаја и сукоба култура током праксе. Напетости су порасле током кубанске ракетне кризе. |                  |                    |                                            |
| 7 | Епизода 7        | 5. март 2017.      | 10,39                                      |
| Рода и Берни Мулукс, чије је треће дете и најмлађа ћерка, Сузан, рођена са снажно деформисаним удовима услед дејства талидомида, истражују могућност да јој се поставе вештачки удови, али искуство изазива напетост у њиховој вези. Возећи се успешном испоруком, Филис својим аутомобилом прегази једног члана од те породице и остаде девастирана због могућих последица. Трикси сумња да Кристофер виђа другу жену, али сазнаје да он у ствари има дете из претходног брака, које раније није открио. У замену за његово откривење, она му открива сопствену борбу са алкохолизмом. Дејзи сазнаје да је Патсијин отац умро у Хонг Конгу. |                  |                    |                                            |
| 8 | Епизода 8        | 12. март 2017.     | 10,54                                      |
| Барбара је забринута што је њен отац викар прихватио мисионарски пут у иностранству и неће моћи да служи на њеном венчању, па она убрзава венчање, а њени пријатељи се окупе како би јој помогли да организује догађај за само три недеље. Бернадета роди дечака. Мајка која је узимала контрацепцијске пилуле без мужевљевог знања развија плућну емболију и умире, изазвавши забринутост за сигурност тих лекова. Трикси пристаје да упозна Кристоферову кћерку, Александру. Патси се враћа из Хонг Конга и обећава своју љубав према Дејзи. |                  |                    |                                            |

### Сезона 7
| Бр. еп. | Наслов           | Премијера          | Гледаност у Уједињено Краљевство (милиони) |
| --- | ---------------- | ------------------ | ------------------------------------------ |
| / | Божићни специјал | 25. децембар 2017. | 9,57                                       |
| Изузетно оштра зима 1962/63 узрокује болести у становништву града. Валери тежи да убеди невенчену будућу мајку да ће њен партнер, који није отац, моћи да воли бебу као своју. Али Валери доноси на свет бебу један месец раније, за коју верује да је мртворођена, а сво троје тугују. На повратку у кућу Нонатус, међутим открива да је беба заправо жива. Смрт локалног мушкарца доводи сестру Џулијен до открића мрачне историје емоционалног, физичког и сексуалног злостављања које су раздвојиле породицу. Том и Барбара одлазе у Бирмингем након што је тамо постављен на привремену функцију. У међувремену, Бернадета је приморана да се врати на посао јер време и болести повећавају притисак на Нонатус и праксу.                                                                       |                  |                    |                                            |
| 1 | Епизода 1        | 21. јануар 2018.   | 9,09                                       |
| С обзиром да је Барбара удаљена од њих, а Патси и Дејзи су такође отишле, млада бабица из Јамајке Лусил Андерсон придружује се особљу у Нонатусу. Филис укршта мачеве са грозним полицајцем наредником Вулфом док се бави случајем старије жене која умире од рака, али одбија напустити кућу чак и док је улица око ње срушена. Бављење случајем самохране мајке помаже Триксију да се помири са чињеницом да дечко Кристофер жели да даље води њихову везу. |                  |                    |                                            |
| 2 | Епизода 2        | 28. јануар 2018.   | 8,81                                       |
| Лусил доживљава бахатост због порекла из Западне Индије, а када млада жена неочекивано претрпи мождани удар убрзо након порода, њена мајка окривљује Лусилу. Будућа мајка жели да муж буде присутан на порођају, али он то одбија. Међутим, када се његова супруга породи, он мора да помогне при порођају. |                  |                    |                                            |
| 3 | Епизода 3        | 4. фебруар 2018.   | 9,39                                       |
| Будућој мајци дијагностикује се дегенеративни неуролошки поремећај Ханигтонове болести и брзо се погоршава до тачке у којој није у стању да брине о својој деци. Магда је шокирана када је открила да је трудна; након читања Тарнерових медицинских књига, она краде ергометрин из куће Нонатус у покушају да изазове побачај, али угрожава сопствени живот. Фред и Вајолет организују добротворни конкурс за лепоту. Забринута за малу ћерку Кристофера, Трикси прекида своју везу са њим и окреће се да поново пије. |                  |                    |                                            |
| 4 | Епизода 4        | 11. фебруар 2018.  | 9,57                                       |
| Пакистанка је са ужасом открила да је њен супруг током повратка у Пакистан оженио другу жену, тинејџерку која сада очекује бебу. Не може сама да има децу, у почетку се љути на другу жену, али пристиже јој у помоћ када младој жени постане тешко мајчинство. Сестри Моники Џоан дијагностицирана је катаракта и ризикује губитак вида, али одбија операцију док је Фред не убеди у супротно. Триксини лични проблеми се и даље повећавају и њој је одобрено одсуство на шест месеци. |                  |                    |                                            |
| 5 | Епизода 5        | 18. фебруар 2018.  | 9,33                                       |
| Гласине да нови морнар из Нигерије пати од малих богиња изазива панику у заједници, а он се сакрива од страха и срамоте. Након што утврде да уместо тога има лепру, бабице проналазе место за лечење у стамбеном објекту. Лусил настоји помоћи трудници која је развила фобију порођаја након раније трауматичног порођаја. Том и Барбара враћају се у град. |                  |                    |                                            |
| 6 | Епизода 6        | 25. фебруар 2018.  | 9,33                                       |
| Ирска породица са двоје деце и треће на путу, стижу у град да преузму продавницу новинских материјала, али супруг је погинуо у саобраћајној несрећи. Када је продавница оштећена пожаром, Барбара и Фред воде напоре да породицу ставе на ноге. Валери и Лусил воде курс здравља и односа за тинејџерке у омладинском клубу, али строга мајка жали због сексуалног образовања. Кад Валери копа дубље, открива да је мајчин став обојен промискуитетним понашањем њене сестре у тинејџерским годинама. Валери помаже мајци да пронађе своју сестру која је у азилу. Након што се пожалила на прехладу, Барбара је са сумњом на сепсу хитно пребачена у болницу. У међувремену, сестра Моника Џоан подвргла се успешној операцији катаракте, али мора да поднесе досадног, причљивог цимера у болници. |                  |                    |                                            |
| 7 | Епизода 7        | 4. март 2018.      | 9,97                                       |
| Барбарино стање дијагностикује се као менингококна сепса. У почетку јој се чини да се опоравља, али касније почиње да се погоршава и умире, остављајући све девастиране. Др Тарнер помаже у притворном дому, где наилази на тинејџера крадљивца аутомобила, истог узраста као Тимоти, али има трудну супругу. Др Тарнер покушава да му помогне да се изјасни о свом случају на суду и касније да се избори са затвором како би превладао депресију и малтретирање других затвореника. |                  |                    |                                            |
| 8 | Епизода 8        | 11. март 2018.     | 8,99                                       |
| Сво особље сматра да је после Барбарине сахране све тешко поднети, а Валери покушава помоћи Тому који олакшава тугу тако што организује Барбарине ствари за даривање. Они налазе утеху у организовању прославе рођендана за сестру Монику Џоан, али њихову радост прекида убиство америчког председника Кенедија. Будућа мајка припрема се за самохрано мајчинство након што је напустила мужа али је узнемирена када сазна да је њен удовац и отац био у дугорочној вези са мушкарцем - који сада пати од деменције и мора да се усели. |                  |                    |                                            |

### Сезона 8
| Бр. еп. | Наслов           | Премијера          | Гледаност у Уједињено Краљевство (милиони) |
| --- | ---------------- | ------------------ | ------------------------------------------ |
| / | Божићни специјал | 25. децембар 2018. | 8,94                                       |
| Сестре су позване назад у своју матичну кућу када се утврди да је њихова надређена мајка смртно болесна. Сестра Џулијен се сматра највероватнијом кандидаткињом за нову надређену мајку, али она пружа отпор. На крају није изабрана и може се вратити у кућу Нонатус, али сестра Винифред остаје у Матичној кући да би радила у сиротишту реда. Бернадета је одлучна да негује Меи, кинеско сироче чији је усвајање чекано. Трикси се враћа у град и изненађена је сазнањем да будуће мајке све више напуштају услуге куће Нонатус у корист болничких рођења, али је позвана да помогне једној таквој мајци с неочекиваним порођајем насред улице.                                                                                         |                  |                    |                                            |
| 1 | Епизода 1        | 13. јануар 2019.   | 9,11                                       |
| Сада је 1964. године, а две нове сестре, сестра Хилда и сестра Францис придружују се особљу куће Нонатус. Кејти, модел која је имала абортус, у већини околности илегалан у Великој Британији, треба Валерину помоћ у сузбијању последица. Кејтина сестра жели да полиција предузме кораке против практичара, али показало се да мало тога могу учинити. Одлагање старих кеса медицинских сестара узрокује емоционалне проблеме сестри Моники Џоан. |                  |                    |                                            |
| 2 | Епизода 2        | 20. јануар 2019.   | 9,13                                       |
| Лусил се умешала у случај Кларис Милгроув, поносне бивше суфражеткиње која сада живи у нехигијенској кући. Одлучна, одбија да се пресели у старачки дом, чак и када то наложе судови. Мајка из Гане открива да пати од српасте анемије. Уверена да ће њена деца бити сигурна, јер се то може наследити само ако оба родитеља имају болест, ужаснута је сазнањем да њен супруг крије своје симптоме. Вајолет се залаже за избор у општинско веће, али разочарана је Фредовим недостатком подршке. |                  |                    |                                            |
| 3 | Епизода 3        | 27. јануар 2019.   | 8,87                                       |
| Тарнери покушавају помоћи мајци којој је умрло прво дете и која сада паничи на најмањи знак лошег здравља. Валери помаже мајци шесторо деце чије се најновије дете роди с расцепом усне и расцепом непца. Борба са његовим додатним потребама као и захтевна породица доводе је до размишљања да би било боље да њено ново дете буде усвојено. Вајолета је изабрана у локално веће. Чувши како локална деца сањају о излету на обали, Филис се одлучује да плажу доведе до града. |                  |                    |                                            |
| 4 | Епизода 4        | 3. фебруар 2019.   | 8,92                                       |
| У породилишту има проблема када се мајка и кћерка које су обоје трудне, али су удаљене једна од друге, нађу у суседним креветима. Два рођења, међутим, доносе помирење. Триксина пријатељица Џени разочарана је откривши да очекује треће дете, јер више није желела децу. Кад др Тарнер одбије да је упути ради легалног абортуса, она плаћа нелегални побачај. Убрзо након тога, она развија озбиљну инфекцију која резултира њеном смрћу. Филис иде на састанак са грубим полицајцем Вулфом, с којим је у неколико претходних прилика укрштала мачеве. |                  |                    |                                            |
| 5 | Епизода 5        | 10. фебруар 2019.  | 9,04                                       |
| Др Тарнер и Трикси покренули су нову клинику за скрининг. Тест на младој младенки Луис Пари открива аномалије које воде ка откривању да има карактеристике интерсекса. Не успевајући се изборити са откровењем или пробати са венчањем, она безуспешно покушава самоубиство, али на крају проналази подршку породице и разумевања свог вереника. Њен случај инспирише Трикси да започне добровољни рад у Женском саветовалишту. Лусил се не може присилити да глуми своје новонастале осећаје према згодном механичару Кирилу Робинсону, али на крају пристаје ићи на састанак с њим. У међувремену, наредник Вулф тражи од Филис да проведе више времена с њим.                                                                            |                  |                    |                                            |
| 6 | Епизода 6        | 17. фебруар 2019.  | 9,11                                       |
| Кад је Филис у болници узвратила притужбом, особље куће Нонатус чека долазак друге сестре како би помогла, али са изненађењем открију да је то сама надзорница из матичне куће, Мајка Милдред. Након што је сведочила да су две генерације породице погођене озбиљним медицинским условима повезаним са њиховим запослењем, она се укључује у борбу за побољшање радних услова. Невенчана мајка тинејџерка одбија да буде приморана да преда своју бебу на усвајање, као што се то већ једном догодило, а Лусил јој помаже да се суочи са неизвесном будућношћу и добије помоћ. Тарнери су узнемирени када се ближи датум усвајања кинеског сирочета. Лусил уверава Цирила да присуствује састанцима хора у цркви, а не да добилази пабове. |                  |                    |                                            |
| 7 | Епизода 7        | 24. фебруар 2019.  | 9,05                                       |
| Трикси се брине за прву мајку Хедер, чији симптоми доводе до дијагнозе гонореје, сексуално преносиве инфекције стечене од њеног супруга, који је често виђао и посећивао проститутке. Мајка Милдред инсистира на томе да сестра Францис мора да почне да похађа порођаје без пратње, упркос недостатку самопоуздања, и доказује се тешким порођајем. Валери је престрављена када је открила да је њена вољена бака Елзи имала илегални побачај. Др Тарнер се залаже за отварање саветодавног центра у граду, али Вајолет нерадо даје новац савета за пројекат. |                  |                    |                                            |
| 8 | Епизода 8        | 3. март 2019.      | 9,08                                       |
| Валери пријављује своју баку полицији и она је изложена суђењу. У почетку се изјашњава да није крива и пркоси својим поступцима, али сестре су убедиле Кејти, модел који је тежио абортусу раније током године, да сведочи. Након што је саслушала њене доказе, Елзи се изјашњава и осуђена је на шест година затвора. Тарнери су ожалошћени због Мејиног одласка, али након што се процес усвајања поништи, она им се враћа. Сестра Хилда помаже смртно болесној младој жени да испуни сан да похађа плес. |                  |                    |                                            |

## Критике
Алисон Грејам из Радио Тајмса назвала је серију „величанствено субверзивном драмом“ и „бакљом феминизма на телевизији".
Кејтлин Моран из Тајмса је назвала серију "гвозденом руком из свилене рукавице" и тврдила је да је серија означила „како је невероватно застрашујуће, туробно и грозно бити жена из радничке класе пре 60 година.“ 

## Аколаде
| Година | Награда                                            | Категорија                                       | Номиновани                           | Резултат   |
| ------ | -------------------------------------------------- | ------------------------------------------------ | ------------------------------------ | ---------- |
| 2012   | Награда БАФТА-е                                    | Најбољи дизајн костима                           | Ејми Робертс                         | Номинација |
| 2012   | Награда БАФТА-е                                    | Најбоља споредна глумица                         | Миранда Харт                         | Номинација |
| 2012   | Prix Europa                                        | Најбоља епизода ТВ серије или серијског серијала | Позовите бабицу                      | Номинација |
| 2012   | Prix Europa                                        | ТВ фикција                                       | Позовите бабицу                      | Номинација |
| 2012   | TV Choice Awards награда                           | Најбоља глумица                                  | Миранда Харт                         | Освојено   |
| 2012   | TV Choice Awards награда                           | Најбоља нова драма                               | Позовите бабицу                      | Освојено   |
| 2013   | National Television Awards награда                 | Перформанс драме: глумица                        | Миранда Харт                         | Освојено   |
| 2013   | TV and Radio Industries Club Award награда         | Драма године                                     | Позовите бабицу                      | Освојено   |
| 2013   | Друштво краљевске телевизије                       | Најбоља драма                                    | Позовите бабицу                      | Номинација |
| 2013   | Christopher Award награда                          | ТВ и кабловска телевизија, најбоља драма         | Позовите бабицу                      | Освојено   |
| 2013   | Награда БАФТА-е 2013. године                       | Режија                                           | Филипа Лоуторп                       | Освојено   |
| 2013   | Награда БАФТА-е 2013. године                       | Шминка и фризуре                                 | Кристин Валмесли Котам               | Освојено   |
| 2013   | Награда БАФТА-е                                    | Награда публике                                  | Позовите бабицу                      | Номинација |
| 2013   | TV Choice Awards награда                           | Најбоља глумица                                  | Миранда Харт                         | Освојено   |
| 2013   | TV Choice Awards награда                           | Најбоља драма                                    | Позовите бабицу                      | Номинација |
| 2014   | National Television Awards награда                 | Перформанс глумице у драми                       | Миранда Харт                         | Номинација |
| 2014   | National Television Awards награда                 | Најбоља драма                                    | Позовите бабицу                      | Номинација |
| 2014   | Satellite Award награда                            | Најбоља глумица у споредној улози                | Џуди Парфит                          | Номинација |
| 2014   | TV and Radio Industries Club Award награда         | Драма године                                     | Позовите бабицу                      | Номинација |
| 2015   | TV Choice Awards награда                           | Најбоља породична драма                          | Позовите бабицу                      | Освојено   |
| 2016   | Sandford St Martin Trust Awards награда            | Radio Times Faith Award награда за драму         | Позовите бабицу                      | Освојено   |
| 2016   | TV Choice Awards награда                           | Најбоља породична драма                          | Позовите бабицу                      | Освојено   |
| 2017   | National Television Awards награда                 | Најбоља историјска драма                         | Позовите бабицу                      | Освојено   |
| 2017   | Gracie Awards награда                              | Најбољи глумачки тим                             | Позовите бабицу                      | Освојено   |
| 2017   | BFI & Radio Times TV Festival награда              | Најбоља драма 21. века                           | Позовите бабицу                      | Освојено   |
| 2017   | TV Choice Awards награда                           | Најбоља породична драма                          | Позовите бабицу                      | Освојено   |
| 2018   | National Television Awards награда                 | Најбоља драма                                    | Позовите бабицу                      | Номинација |
| 2018   | TV and Radio Industries Club Award награда         | Драма године                                     | Позовите бабицу                      | Номинација |
| 2018   | TV Choice Awards награда                           | Најбоља породична драма                          | Позовите бабицу                      | Освојено   |
| 2018   | National Television Awards награда                 | Најбоља драма                                    | Позовите бабицу                      | Номинација |
| 2018   | TV and Radio Industries Club Award награда         | Драма године                                     | Позовите бабицу                      | Номинација |
| 2019   | Друштво америчких композитора, сценариста и аутора | Најбоља музика                                   | Маурицио Малагнини - Позовите бабицу | Освојено   |